# Hei-fara!
Hei-fara! (med undertiteln Norske folkeviser / Norwegian Folksongs etc.) är ett musikalbum med Lillebjørn Nilsen, utgivet a skivbolaget Polydor Records. Albumet innehåller för det mesta traditionella norska folkvisor.

## Låtlista
Sida 1
1. "Reisa til Amerika (Lisbet Trutas avskjedsvise)" (Per Bolstad) – 2:18
2. "Å kjøre vatten" – 3:21
3. "Pål sine høner" – 0:59
4. "Svigermor" – 1:06
5. "E grusk kjerring" – 1:02
6. "Valsen som han Jon kan" – 2:22
7. "Veslekari vår" – 1:27
8. "Vassråfela" – 1:21
9. "Den bakvendte visa" – 3:39

Sida 2
1. "Høgt oppi taket" – 0:35
2. "Å mine viser de er så mange" – 3:22
3. "Bonden og kråka" – 1:56
4. "Valle auto & bensin (eg fann ei vakker jente)" (Lillebjørn Nilsen) – 3:10
5. "Eg vil aldri burt binda meg" – 0:35
6. "Jeg lagde meg så silde" – 3:37
7. "Klappdans" – 1:13
8. "Blåmann, blåmann bukken min" (Aasmund Olavsson Vinje/Anne Haavie) – 2:33

- Alla låtar är traditionella folkvisor där inget annat anges.

## Medverkande
Musiker
- Lillebjørn Nilsen – sång, gitarr, banjo, träskor, munspel, viol, hardingfela
- Steinar Ofsdal – körsång, blockflöjt
- Anders Grøthe – durspel
- Kari Svendsen – körsång, munharpa

Produktion
- Sigmund Groven – musikproducent
- Egil Eide – ljudtekniker
- Øyvind Hansen – omslagsdesign